# Alexandre Dechet
Louis Alexandre Dechet (ur. 20 stycznia 1801 w Lyonie, zm. 18 października 1830 w Lierze) – francuski aktor, rewolucjonista i autor Brabantki, hymnu Belgii.

## Życiorys

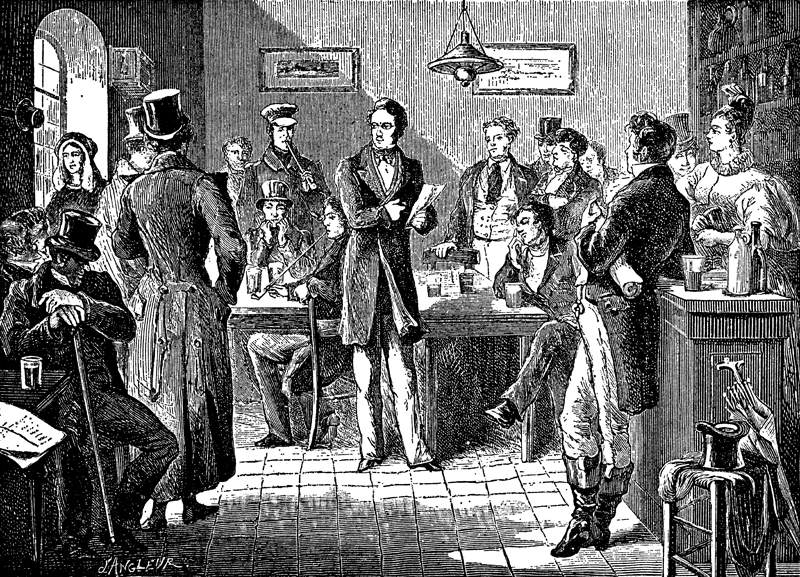
Dechet wygłaszający po raz pierwszy Hymn Belgii w kawiarni L’Aigle d’Or

Dechet pracował w Ajaccio, w Marsylii, a od 1826 roku – w Paryżu. Występował w Brukseli, gdzie grał w operze La Monnaie. W 1828 w Paryżu, występował w Comédie-Française. Po wybuchu rewolucji lipcowej, wyjechał do Brukseli, gdzie zaciągnął się do straży miejskiej. Po raz pierwszy Barbantkę wykonał podczas pierwszego spotkania rewolucjonistów w kawiarni L’Aigle d’Or w brukselskim Greepstraat w sierpniu 1830. Podczas rewolucji belgijskiej był wolontariuszem w armii rewolucyjnej i dołączył do oddziału kierowanego przez Charlesa Niellona. Zginął podczas walki z Holendrami nieopodal Lieru.
Na Martelarenplein w Brukseli znajduje się kolumna poświęcona Dechetowi autorstwa Alfreda Cricka, która została odsłonięta w 1897 roku.